# Toyota TF108
O TF108 foi o modelo da Toyota na temporada de 2008 da Fórmula 1. Condutores: Jarno Trulli e Timo Glock.

## Resultados[1]
(legenda) 
| Ano  | Chassi | Motor            | Pneus | Nº | Pilotos      | 1   | 2   | 3   | 4   | 5   | 6   | 7   | 8   | 9   | 10  | 11  | 12  | 13  | 14  | 15  | 16  | 17  | 18  | Pontos | Posição |  |
| ---- | ------ | ---------------- | ----- | -- | ------------ | --- | --- | --- | --- | --- | --- | --- | --- | --- | --- | --- | --- | --- | --- | --- | --- | --- | --- | ------ | ------- |  |
|      |        |                  |       |    |              |     |     |     |     |     |     |     |     |     |     |     |     |     |     |     |     |     |     |        |         |  |
|      |        |                  |       |    |              | AUS | MAL | BHR | ESP | TUR | MON | CAN | FRA | GBR | GER | HUN | EUR | BEL | ITA | SIN | JPN | CHN | BRA |        |         |  |
| 2008 | TF108  | Toyota RVX-08 V8 | B     | 11 | Jarno Trulli | Ret | 4   | 6   | 8   | 10  | 13  | 6   | 3   | 7   | 9   | 7   | 5   | 16  | 13  | Ret | 5   | Ret | 8   | 56     | 5º      |  |
| 2008 | TF108  | Toyota RVX-08 V8 | B     | 12 | Timo Glock   | Ret | Ret | 9   | 11  | 13  | 12  | 4   | 11  | 12  | Ret | 2   | 7   | 9   | 11  | 4   | Ret | 7   | 6   | 56     | 5º      |  |